# Cydistomyia quasimmatura
Cydistomyia quasimmatura är en tvåvingeart som beskrevs av M. Josephine Mackerras 1964. Cydistomyia quasimmatura ingår i släktet Cydistomyia och familjen bromsar. Inga underarter finns listade i Catalogue of Life.